# Maison Loys de Villardin
La maison Loys de Villardin est un bâtiment situé au 34 de la rue Grenade de la ville vaudoise de Moudon, en Suisse.

## Histoire
La maison de Loys de Villardin, originellement connue comme « office de la poterie de Moudon », est entre les mains des seigneurs de Villardins dès 1334 lorsque la famille de Glane entra en possession de cette seigneurie. Elle devient, en 1663, le centre des activités familiales sur décision de Jean-Philippe Loys ; son fils, Jean Loys, fait construire le bâtiment actuel avant d'être contraint par le gouvernement bernois de céder son fief en 1716. Il vend, en 1728, la maison à la famille de Cerjat qui en fait le siège des seigneuries de Mézières et de Denezy.
Le bâtiment, ainsi que son annexe, est inscrit comme bien culturel suisse d'importance nationale. Il a été entièrement rénové dans les années 1990.